# ケニー・ミッチェル
ケニー・ミッチェル（Kenny Mitchell、1960年2月7日 - ）は、アメリカ合衆国の男性プロボクサー。カリフォルニア州ストックトン出身。元WBO世界スーパーバンタム級王者。

## 来歴
アマチュア時代にニューヨークゴールデングローブに3年連続出場の実績を引っ下げ1981年1月13日、ミッチェルはプロデビューを果たし6回判定勝ちを収め白星でデビューを飾った。
1981年2月12日、ロサンゼルスのオリンピック・アウディトリアムでネストール・オブレゴンと対戦し8回判定勝ちを収めた。
1981年5月8日、マリオ・サバラと対戦し初黒星となる6回判定負けを喫した。
1981年7月21日、デリック・ウリーベと対戦し6回判定勝ちを収めた。
1982年1月7日、デリック・ホームスと対戦し10回判定負けを喫した。
1982年3月5日、ロベルト・ムリングスと対戦し10回判定勝ちを収めた。
1982年4月26日、ゲイボーン・イェキソとヨハネスブルクエリス・パーク・ラグビー・スタジアムで対戦し8回判定引き分けに終わった。
1982年7月17日、後のIBF世界バンタム級王者ケルビン・シーブルックスと対戦し10回判定勝ちを収めた。
1983年4月29日、テキサス州サンアントニオでNABF北米スーパーバンタム級王者マイク・アヤラと対戦し12回判定負けを喫し王座獲得に失敗した。
1984年9月13日、ニューヨークフェルト・フォーラムでペドロ・アリンダートと全米ニューヨーク州バンタム級王座決定戦を行い12回2-1の判定勝ちを収め王座獲得に成功した。
1984年12月8日、元WBA世界バンタム級王者フリアン・ソリスと対戦し10回判定負けを喫した。
1986年2月10日、トニー・モントーヤと対戦し初回1分25秒TKO勝ちを収めた。
1986年4月21日、後のWBA世界スーパーバンタム級王者ヘスス・サルードと対戦し10回判定負けを喫した。
1987年11月27日、ルイギ・カムプターロと対戦し10回判定負けを喫した。
1988年3月25日、元WBA世界バンタム級王者でUSBA全米バンタム級王者ガビー・カニザレスと対戦し12回2-1の判定勝ちを収め王座獲得に成功した。
1988年7月13日、ギルベルト・コントレラスと対戦し9回TKO勝ちを収め初防衛に成功した。
1989年2月13日、ロランド・ゴメスとザ・フォーラムで対戦し12回判定勝ちを収め2度目の防衛に成功した。
1989年4月29日、WBO世界スーパーバンタム級初代王座決定戦で元WBA世界スーパーバンタム級王者フリオ・ヘルバシオとサンフアンのコリセオ・ルーベン・ロドリゲスで対戦し12回判定勝ちを収め王座獲得に成功した。
1989年9月9日、サイモン・ソコサナと対戦し12回判定勝ちを収め初防衛に成功した。
1989年12月9日、バレリオ・ナチと対戦し4回の故意のバッティングによる失格負けを喫し2度目の防衛に失敗し王座から陥落した。
1990年4月19日、ニューヨークのミッド・ハドソン・シビック・センターでNABF北米スーパーバンタム級王者で後の世界2階級制覇王者のトレイシー・ハリス・パターソンと対戦し8回TKO負けを喫し王座獲得に失敗した。
1992年12月5日、エンリケ・ジュピターと対戦し4回TKO負けを喫した。
1994年2月19日、元IBF世界スーパーバンタム級王者ウェルカム・ニシタと対戦し2回KO負けを喫した。
1995年3月17日、コペンハーゲンのK・B・ハーレンで後のデンマークのボクサーで初の世界2階級制覇を達成するジョニー・ブレダルと対戦し8回判定負けを喫した。
1995年12月18日、ティフアナで後の世界3階級制覇王者エリック・モラレスと対戦し2回TKO負けを喫した試合を最後に現役を引退した。

## 獲得タイトル
- 全米ニューヨーク州バンタム級王座
- USBA全米バンタム級王座
- 初代WBO世界スーパーバンタム級王座（防衛1）